# Tujowiec tamaryszkowaty
Tujowiec tamaryszkowaty (Thuidium tamariscinum (Hedw.) Schimp.) – gatunek mchu należący do rodziny tujowcowatych (Thuidiaceae).

## Ochrona
Gatunek jest objęty w Polsce ochroną częściową nieprzerwanie od 2001 roku.